# Latent Image (Star Trek: Voyager)
„Imagine latentă” (titlu original: „Latent Image”) este al 11-lea episod din al cincilea sezon al serialului TV american științifico-fantastic Star Trek: Voyager și al 105-lea în total. A avut premiera la 20 ianuarie 1999 pe canalul UPN. Scenariul a fost scris de  Joe Menosky după o poveste de Eileen Connors, Brannon Braga și Joe Menosky.

## Prezentare
Doctorul descoperă că unele dintre amintirile sale au fost blocate.

## Actori ocazionali
- Nancy Bell - Ensign Jetal
- Scarlett Pomers - Naomi Wildman

## Primire
Robert Picardo a afirmat că acesta este episodul său favorit din serialul Star Trek: Voyager și, de asemenea, este cel mai important episod în dezvoltarea personajului Doctorul.